# Pordenone Blues Festival
Il Pordenone Blues Festival è nato nel 1991 ed è il primo festival blues Friuli Venezia Giulia dedicato al genere blues e derivati che si tiene annualmente presso la città di Pordenone in Friuli-Venezia Giulia  a metà estate.
Il grande lavoro e i risultati raggiunti in ormai ben 24 edizioni hanno fatto del Pordenone Blues Festival una splendida realtà che oggi coinvolge migliaia di persone provenienti da tutta Europa attratte da una musica senza età capace di creare atmosfere uniche.
Il passato storico musicale di Pordenone ha contribuito in maniera naturale alla nascita del festival blues. Infatti, da questa città, che ha importanti radici musicali, sono nati numerosi artisti e band che hanno avuto ed hanno registrato importanti successi sulla scena musicale Italiana e non solo. Il Pordenone Blues Festival è quindi anche un tributo all'anima musicale di questa città, un tributo che ha voluto fin da subito fosse riconosciuto anche all'estero.

Lo scopo di tale festival musicale è quello di far conoscere in maniera più approfondita il genere blues e le sue origini  perché il blues è la 'madre' di gran parte dei generi musicali nati nell'ultimo secolo. Senza di essa molti altri tipi di musica non sarebbero mai esistiti; senza blues non conosceremmo ad esempio generi musicali come jazz, rock, soul, funky, punk, rap, e country, folk.

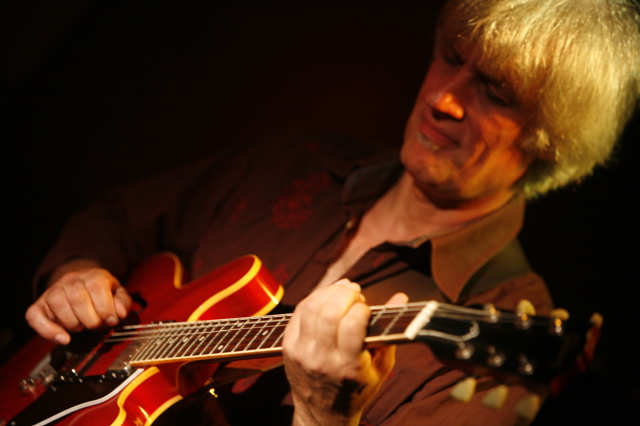
Tonky De La Pena al Pordenone blues festival

## Storia
Il progetto nasce infatti nei primi anni novanta grazie ad un'iniziativa condotta congiuntamente dall'Associazione Culturale Pordenone Giovani e l'amministrazione comunale di Pordenone. La prima edizione del festival si tiene nel 1991 e visto l'enorme successo riscontrato l'ambizioso progetto musicale sarà poi supportato anche da altri enti quali la Regione Friuli Venezia Giulia e la Provincia di Pordenone.
In occasione del festival la città di Pordenone viene allestita con numerosi palchi che nel corso delle varie edizioni hanno ospitato una grande varietà di musicisti di tutte le età e provenienti da tutto il mondo, alcuni dei quali di fama internazionale. Il festival offre così la possibilità di cogliere le varie sfaccettature del blues proponendo musicisti di origine non solo americana bensì provenienti da tutto il mondo e principalmente Italia, Germania, Slovenia, Spagna, Serbia, Croazia, Ungheria. L'evento vuole far conoscere in profondità il genere blues e svelare a quante diversità artistiche e stilistiche è soggetto.
In seguito, ad arricchire il programma del Pordenone blues festival è stato aggiunto il concorso Blues guitar contest realizzato in collaborazione col CEM di Pordenone (associazione di cultura e musica) ed ideato con lo scopo di offrire la possibilità di espressione personale a giovani chitarristi blues emergenti provenienti da tutta la regione.
Dal 2010 il Pordenone Blues Festival ha modificato la sua formula, estendendosi ad altre forme di espressione artistica quali il teatro, il cinema, la fotografia, la pittura, la letteratura, l'arte e il disegno, comprendendo anche la proposta di itinerari enogastronomici e culturali.

## Curiosità
Il Pordenone Blues Festival vede anche la partecipazione del grafico Giulio Iurissevich, considerato da Luerzer Archive uno dei 200 migliori illustratori contemporanei a livello mondiale.

## Vari musicisti negli anni
- Mike Sponza
- Tonky De La Pena
- Matyàs Pribojszky
- Matej Kuzelj
- Sharrie Williams
- Big Daddy Wilson
- Mz Dee
- Maurizio Pugno
- Pee Wee Ellis
- Tommy K. Jr. Band
- Ronnie Jones
- Shakura S'Aida
- Alberto Milani
- Eliana Cargnelutti

- Joyce Yuille
- Cyril Neville
- Dana Gillespie Trio
- Erja Lyytinen
- Otis Grand
- Ana Popović
- Matt Schofield
- Tillamook
- Johnny Loda
- Tomislav Goluban
- Oliver Mally
- Blue Family Sighisoara Blues Festival Romania Color
- Roy Young
- Steve Hackett
- Jeff Beck
- Johnny Depp
- Deep Purple
- The Cult
- Airbourne
- Alice Cooper
- Placebo
- Rival Sons
- Steve Vai
- Joe Satriani
- Joe Bonamassa
- Afterhours
- The Boomtown Rats